# Comic Blade Avarus
Monthly Comic Avarus (月刊コミックアヴァルス?, Gekkan Komikku Avarus) è una rivista giapponese mensile di manga shōjo pubblicata dalla Mag Garden. È uscita per la prima volta il 15 settembre 2007 per sostituire la rivista Comic Blade Masamune pochi mesi dopo la sua chiusura. Prima del settembre 2010, la rivista era nota come Monthly Comic Blade Avarus.

## Manga della rivista
- Chaos Castle
- Crookclock
- Donten ni warau
- Heart no Kuni no Alice ~Wonderful Wonder World~
- Konton no Shiro
- Koutou Puzzle
- Mekrurmeku
- Number
- Replica
- Retrace Funeral Flowers